# Revolta de Naxalbari
A revolta de Naxalbari foi uma revolta armada de camponeses em 1967 em Naxalbari, na subdivisão de Siliguri, distrito de Darjeeling da Índia. Foi liderada principalmente por tribos locais e pelos líderes comunistas radicais de Bengala que posteriormente criaram o Partido Comunista da Índia (Marxista-Leninista) em 1969. O evento se tornou uma inspiração para o movimento naxalita que rapidamente se espalhou de Bengala Ocidental para outros estados da Índia criando divisão dentro do partido do Partido Comunista da Índia (Marxista). 

## Origens
A revolta ocorreu em uma conjuntura na qual uma grande turbulência estava acontecendo nas organizações comunistas mundiais e também na Índia após a ruptura sino-soviética. O líder e ideólogo da revolta Charu Majumdar presumiu que era o momento certo para lançar uma guerra popular prolongada na Índia depois da Revolução Chinesa (1949), da Guerra do Vietnã e da Revolução Cubana. Charu Majumdar escreveu os Oito Documentos Históricos que se tornaram a base do movimento naxalita em 1967.

## Histórico
Os comunistas em 1965-1966 já vinham obtendo terras na região de Naxalbari. O chamado "grupo siliguri" lançou a insurreição, dando o chamado para a iniciação da luta armada. Muitas células camponesas foram criadas em toda a região. Em 3 de março de 1967, alguns camponeses capturaram um lote de terra  e começaram a colheita de safras. Em 18 de março, os camponeses começaram a tomar terras dos jotedars (proprietários que possuíam grandes lotes de terra na região).  Comitês camponeses foram criados em toda a região dentro de quatro meses. O primeiro confronto ocorreu entre os camponeses e proprietários quando o arrendatário Bigul Kisan foi agredido por jagunços dos latifundiários. Depois disso, ocorreram confrontos violentos quando os comitês camponeses tomaram terras, grãos alimentícios  e armas da aristocracia rural. O governo começou a mobilizar policiais. O inspetor da vila de Jharugaon foi morto por membros do comitê camponês. Em retaliação, a polícia abriu fogo matando nove mulheres e uma criança em 25 de maio de 1967.  Em junho, os comitês camponeses ganharam influência nas regiões próximas a Naxalbari, Kharibari e Phansidewa, tomando terras, munição e grãos de alimentos dos jotedars. Os trabalhadores no jardim de chá em torno da região de Darjeeling participaram de greves de apoio aos comitês camponeses. A revolta sustentou-se até 19 de julho, quando forças paramilitares foram enviadas pelo governo. Líderes como Jangal Santhal foram presos. Alguns, como Charu Majumdar, passaram para a clandestinidade. E outros como Tribheni Kanu, Sobham, Ali Gorkha Majhi e Tilka Majhi  foram mortos.

## Reconhecimento e consequências
A revolta obteve apoio moral dos comunistas do Nepal e da China  deteriorando simultaneamente a relação dos últimos com o Partido Comunista da Índia (Marxista). O partido expulsou muitos dos seus membros que apoiaram a revolta. Charu Majumdar, Souren Bose, Mahadeb Mukherjee e Dilip Bagchi foram expulsos no mesmo dia. Mais tarde, os comunistas expulsos se estabeleceram em uma organização (Comitê de Coordenação dos Revolucionários Comunistas de Toda a Índia), que mais adiante desenvolveu-se no Partido Comunista da Índia (Marxista-Leninista). Este último, permaneceria como o centro do movimento naxalita até 1975. Um grande número de jovens entusiasmados aderiram ao movimento. Embora a revolta tenha sido suprimida, ela permaneceu como um marco da política da Índia e conduziria ainda a vários outros movimentos semelhantes em partes de Bihar (como Lal Sena) e na insurreição naxalita-maoísta. 